# Mumia powraca
Mumia powraca (ang. The Mummy Returns) – film produkcji amerykańsko-kanadyjsko-niemieckiej z 2001 w reżyserii i na podstawie scenariusza Stephena Sommersa. Kontynuacja filmu Mumia z 1999. Premiera światowa filmu odbyła się 4 maja 2001 roku. Film otrzymał mieszane oceny ze strony krytyków.

## Obsada
- Brendan Fraser – Rick O’Connell
- Rachel Weisz – Evelyn „Evy” O’Connell / księżniczka Nefertiri
- John Hannah – Johathan Carnahan
- Arnold Vosloo – Imhotep
- Oded Fehr – Ardeth Bey
- Patricia Velasquez – Meela Nais / Anck-Su-Namun
- Freddie Boath – Alex O’Connell
- Shaun Parkes – Izzy Buttons
- The Rock – Król Skorpion (ponadto głosu Królowi Skorpionowi udzielił muzyk Max Cavalera[1])
- Aharon Ipalé – faraon Seti I